# Mudaldinni, Lingsugur
Mudaldinni là một làng thuộc tehsil Lingsugur, huyện Raichur, bang Karnataka, Ấn Độ.